# Doberes
Doberes is een geslacht van vlinders van de familie dikkopjes (Hesperiidae), uit de onderfamilie Pyrginae.

## Soorten
- D. anticus (Plötz, 1884)
- D. hewitsonius (Reakirt, 1866)